# 로버트 드라이든
로버트 드라이든(Robert Dryden, 1917년 2월 8일~2003년 12월 16일)은 미국의 배우, 연극 배우, 텔레비전 배우이다.

## 영화
- 포어 플레이(1975년)
- 탈의(1971년)